# Béranger (pièce de théâtre)
Pour les articles homonymes, voir Béranger.
Béranger est une pièce de théâtre en trois actes et un prologue de Sacha Guitry, créée au théâtre de la Porte-Saint-Martin le 21 janvier 1920. 

## Distribution de la création
- Lucien Guitry : Le prince de Talleyrand
- Sacha Guitry : Béranger
- Yvonne Printemps : Lisette
- Jean Joffre
- Marie Montbazon
- Paulette Lorsy
- René Hieronimus